# Jüdisches Gemeindehaus (Herford)

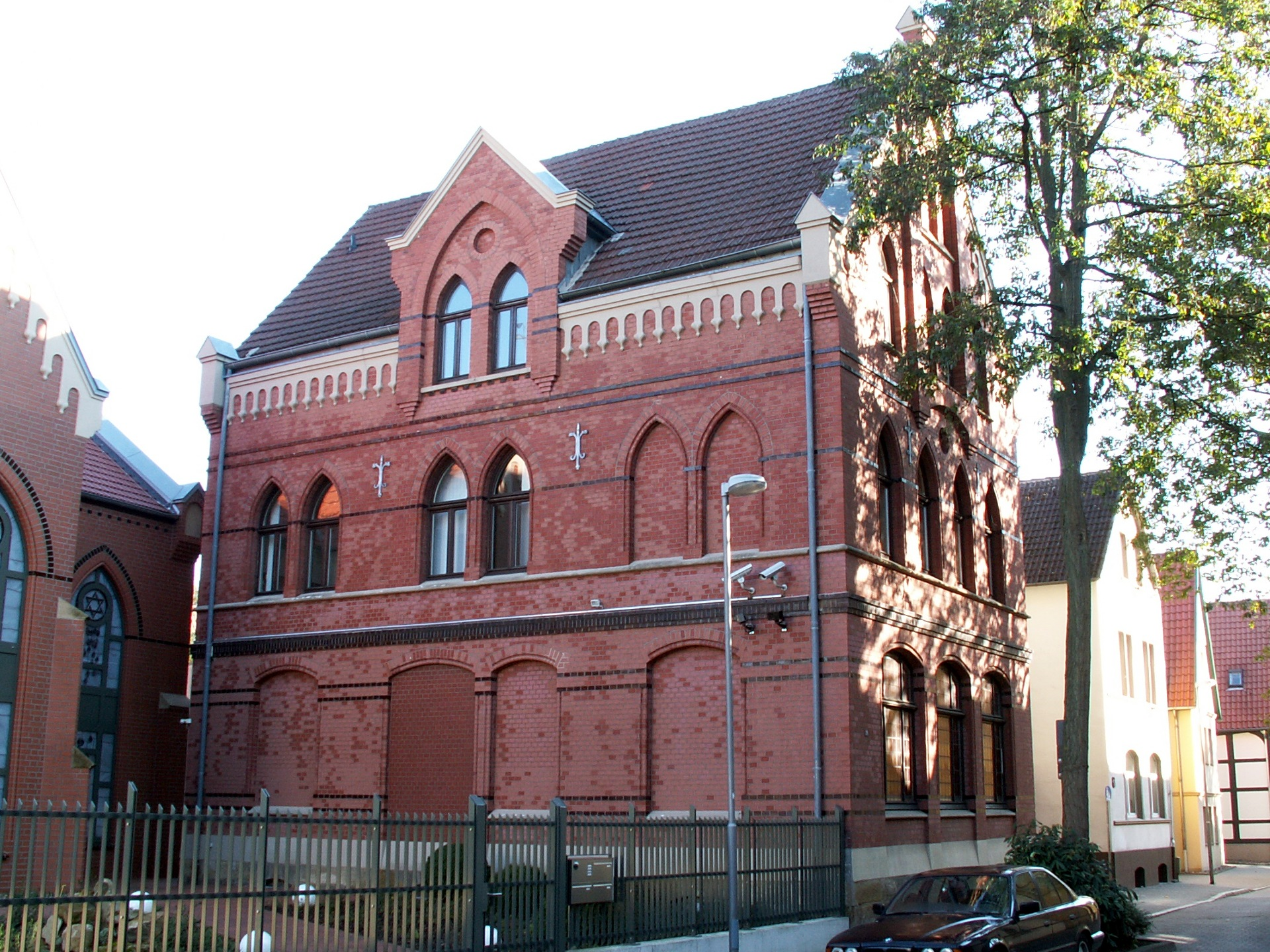
Ansicht von Westen 2011

Das Jüdische Gemeindehaus mit der Adresse Komturstraße 21 in Herford ist ein unter Denkmalschutz stehendes neugotisches Backsteingebäude der 1890er Jahre.

## Geschichte

Alte Synagoge und Gemeindehaus um 1900

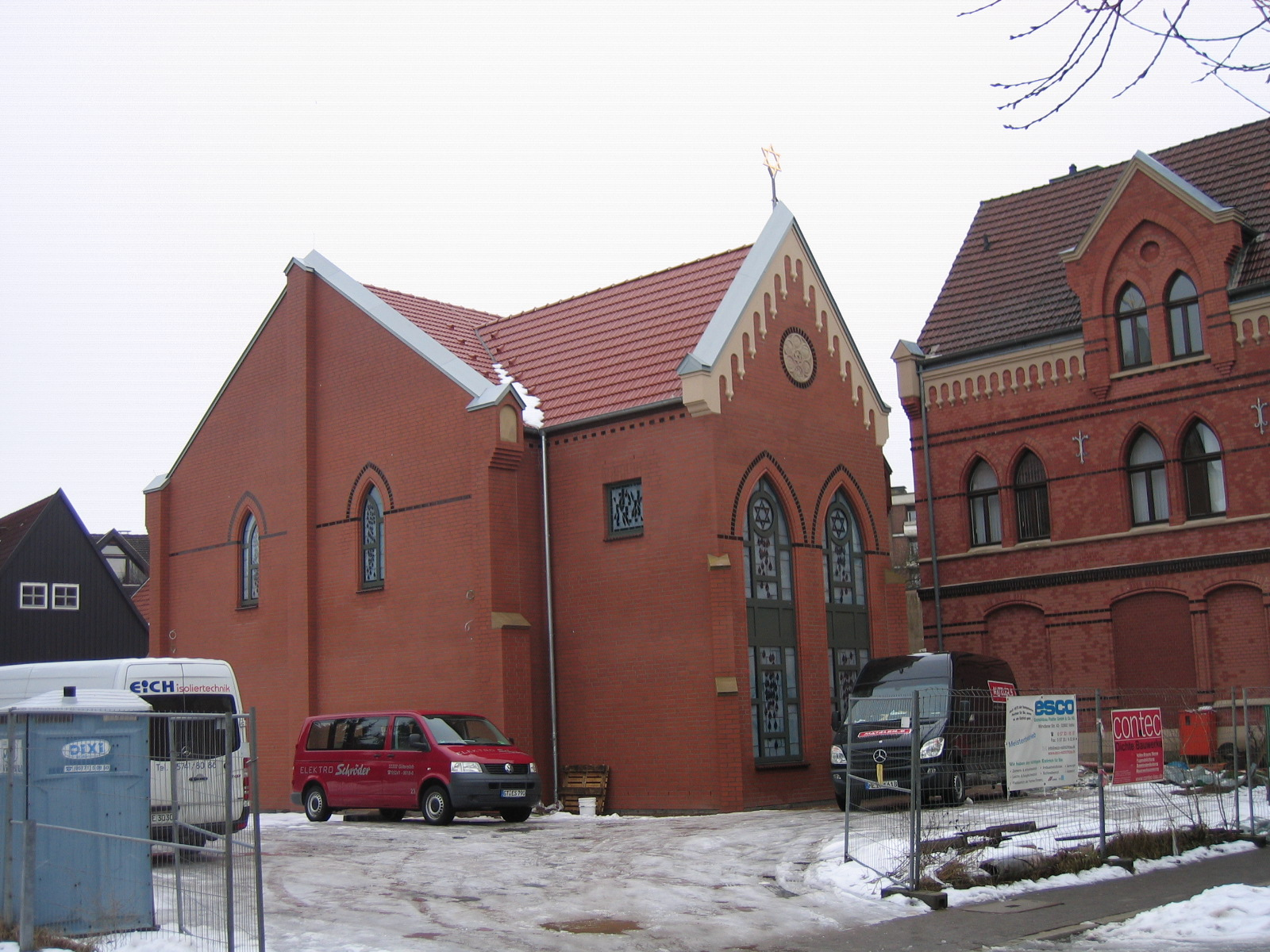
Neue Synagoge (im Bau) und Gemeindehaus 2010

Das Gebäude wurde 1892–1893 im Zusammenhang mit der Erweiterung der benachbarten, vierzig Jahre älteren Herforder Synagoge errichtet. Es diente später als Gemeindehaus, jüdische Schule sowie als Wohnhaus für Bedienstete der Gemeinde. Bei den Novemberpogromen 1938 wurde die Synagoge in Brand gesteckt und später abgerissen, das Gemeindehaus blieb erhalten. Nach dem Zweiten Weltkrieg richtete die jüdische Gemeinde dort einen Betsaal ein.
Von 2008 bis 2010 wurde an alter Stelle eine neue Synagoge im Stil des Vorgängerbaus errichtet, die mit dem Gemeindehaus ein Gebäudeensemble bildet.
Seit 1993 steht das Gemeindehaus unter Denkmalschutz.